# خفاش میوه‌خوار کوتوله میندانائو
خفاش میوه‌خوار کوتوله میندانائو (نام علمی: Alionycteris paucidentata) نام یک گونه از تیره خفاش میوه‌خوار است.